# رسم حمد
رسم حمد قرية سوريّة تتبع إداريّاً لمحافظة حلب منطقة السفيرة ناحية خناصر، بلغ تعداد سكانها 225 نسمة حسب التعداد السكاني لعام 2004.